# A Doll's House (1922)
A Doll's House é um filme mudo norte-americano de 1922, do gênero drama, dirigido por Charles Bryant para a United Artists, com roteiro de Alla Nazimova baseado na peça teatral Casa de Bonecas, de Henrik Ibsen.
É a quarta versão da obra de Ibsen em filme mudo, sendo precedida por um filme da Paramount de 1918, dirigido por Maurice Tourneur. É considerado um filme perdido.

## Elenco
- Alan Hale, Sr. - Torvald Helmer
- Alla Nazimova - Nora Helmer
- Nigel De Brulier - Dr. Rank
- Elinor Oliver - Anna
- Wedgwood Nowell - Nils Krogstad
- Clara Lee - Ellen
- Florence Fisher - Mrs. Linden
- Philippe De Lacy - Ivar
- Barbara Maier - Emmy

## Imagens

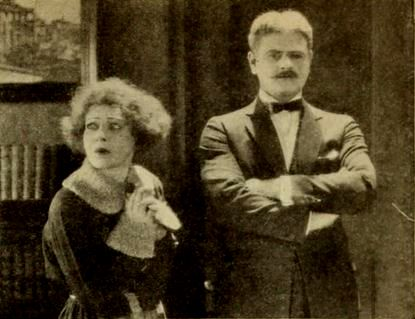
Nazimova e Alan Hale, em cena do filme.
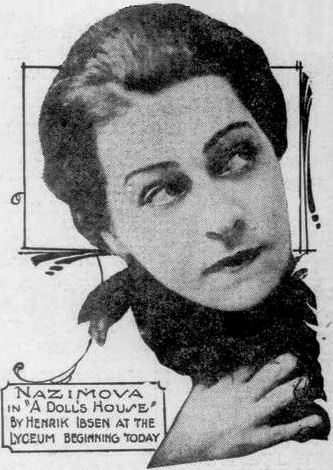
Propaganda do filme, impressa no jornal Duluth Herald.
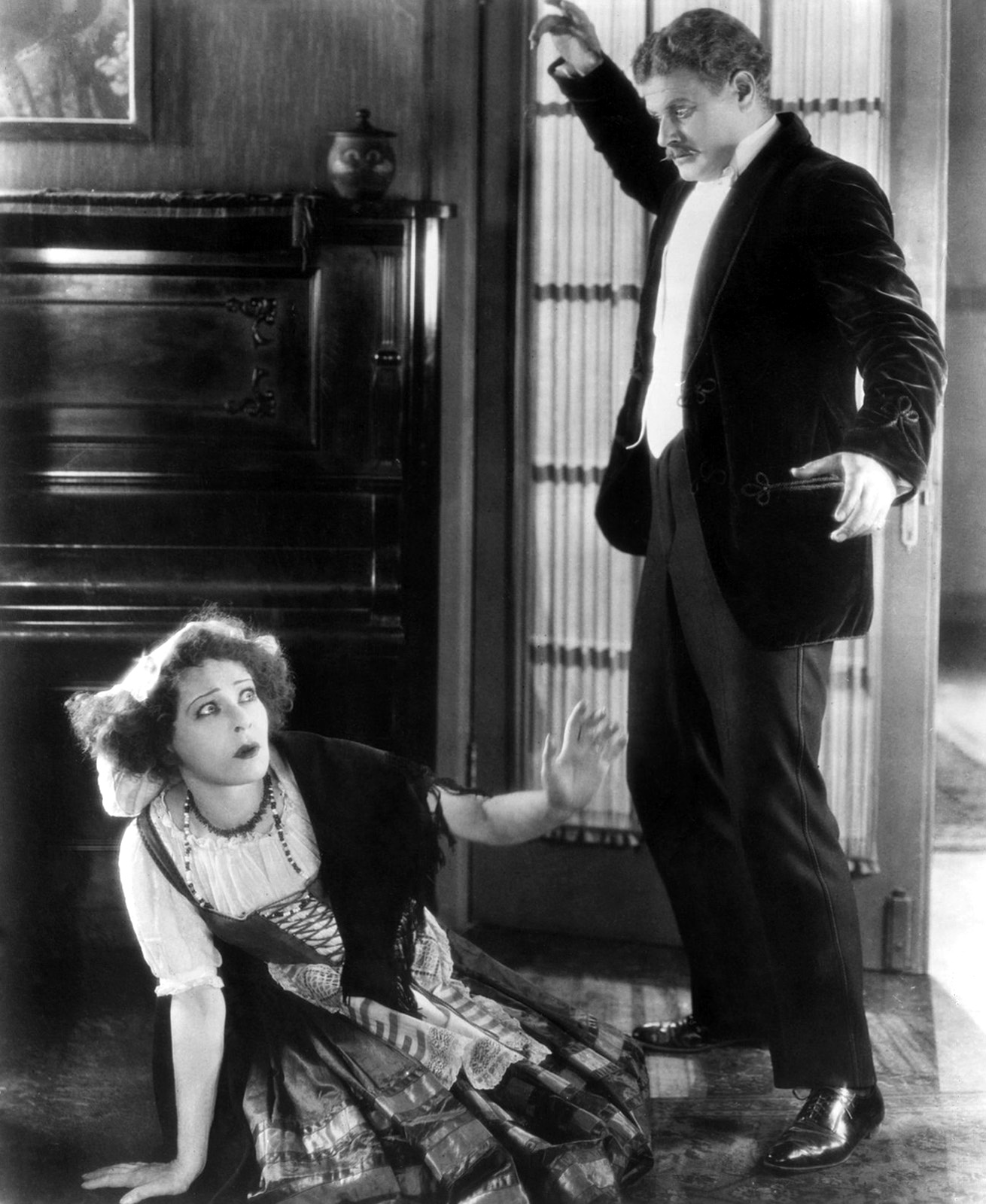
Nazimova  e Alan Hale, Sr. em cena do filme.